# خيسوس فاسكيز (ممثلة)
خيسوس فاسكيز (بالإسبانية: Jesús Vásquez)‏ هي مغنية وممثلة بيروفية، ولدت في 20 ديسمبر 1920 في ليما في بيرو، وتوفيت بنفس المكان في 3 أبريل 2010.

## وصلات خارجية
- خيسوس فاسكيز (ممثلة) على موقع ميوزك برينز (الإنجليزية)